# 3366 Gödel
3366 Gödel è un asteroide della fascia principale. Scoperto nel 1985, presenta un'orbita caratterizzata da un semiasse maggiore pari a 3,0068138 UA e da un'eccentricità di 0,0806366, inclinata di 9,96766° rispetto all'eclittica.
L'asteroide è dedicato al logico austriaco Kurt Gödel.